# Linus Holmsäter
Linus Holmsäter, född 1984, är en svensk friidrottare (långdistanslöpare) tävlande för Fredrikshofs FIF. Han vann SM-guld i landsvägslöpning 100 km år 2013.

## Personliga rekord
- Halvmaraton – 1:10:57 (Stockholm 12 september 2009)[2]
- Maraton – 2:27:34 (Stockholm 30 maj 2015)[2][3][4]
- 100 km landsväg – 7:11:00 (Stockholm 9 augusti 2014)[4]